# Vieillevigne, Haute-Garonne
 Vieillevigne  là một xã thuộc tỉnh Haute-Garonne trong vùng Occitanie ở tây nam nước Pháp.